# Sidi Abdelli
Sidi Abdelli è un comune dell'Algeria, situato nella provincia di Tlemcen.